# 5750 Kandatai
5750 Kandatai eller 1991 GG1 är en asteroid i huvudbältet som upptäcktes den 11 april 1991 av de båda japanska astronomerna Kazuro Watanabe och Atsushi Takahashi vid Kitami-observatoriet. Den är uppkallad efter den japanska astronomen Tai Kanda.
Asteroiden har en diameter på ungefär 13 kilometer och den tillhör asteroidgruppen Eos.